# Dél-amerikai kutyafélék
A dél-amerikai kutyafélék (Cerdocyonina) az emlősök (Mammalia) osztályába, a ragadozók (Carnivora) rendjébe, a kutyaalkatúak (Caniformia) alrendjébe és a kutyafélék (Canidae) családjába tartozó alnemzetség.
Az ide tartozó fajok kizárólag Dél-Amerikában fordulnak elő (endemikus fajok). Bár viselkedésük és megjelenésük a rókákéhoz hasonló, közelebbi rokonságban állnak a Canis, mint a Vulpes nemmel.

## Rendszerezés
Az alnemzetségbe az alábbi 6 recens nem és 11 recens faj tartozik:
- Atelocynus
  - kisfülű kutya (Atelocynus microtis)
- Cerdocyon
  - rákászróka vagy közönséges pamparóka (Cerdocyon thous)
- Chrysocyon
  - sörényes farkas (Chrysocyon brachyurus)
- Dusicyon
  - falklandi pamparóka (Dusicyon australis) - kihalt
- Lycalopex
  - culpeo pamparóka (Lycalopex culpaeus)
  - Darwin-pamparóka (Lycalopex fulvipes)
  - igazi pamparóka (Lycalopex gymnocercus)
  - argentin pamparóka (Lycalopex griseus)
  - dél-amerikai róka vagy Sechura-pamparóka (Lycalopex sechurae)
  - deres róka (Lycalopex vetulus)
- Speothos
  - erdei kutya (Speothos venaticus)

## Jegyzetek

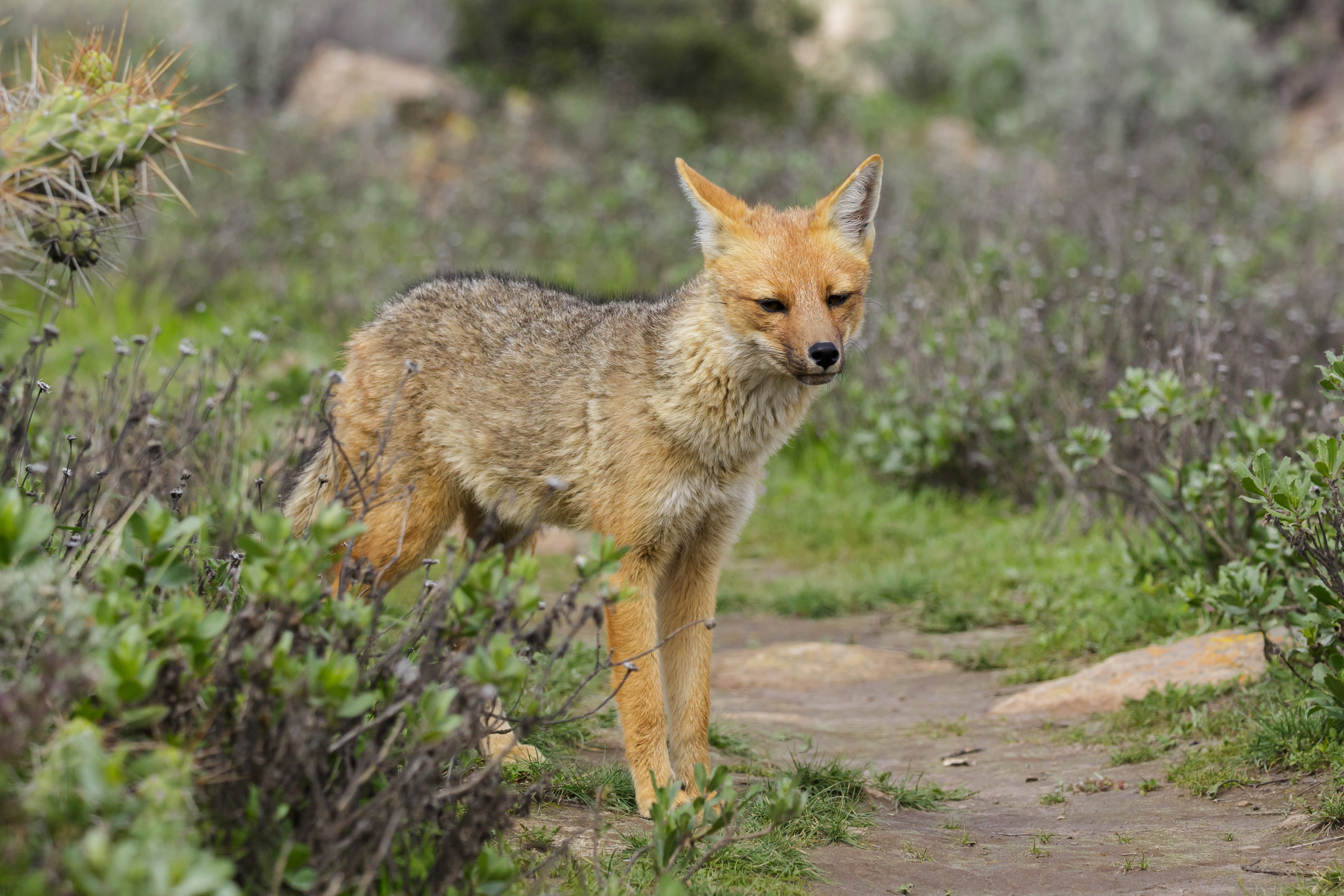
Culpeo pamparóka (Lycalopex culpaeus)

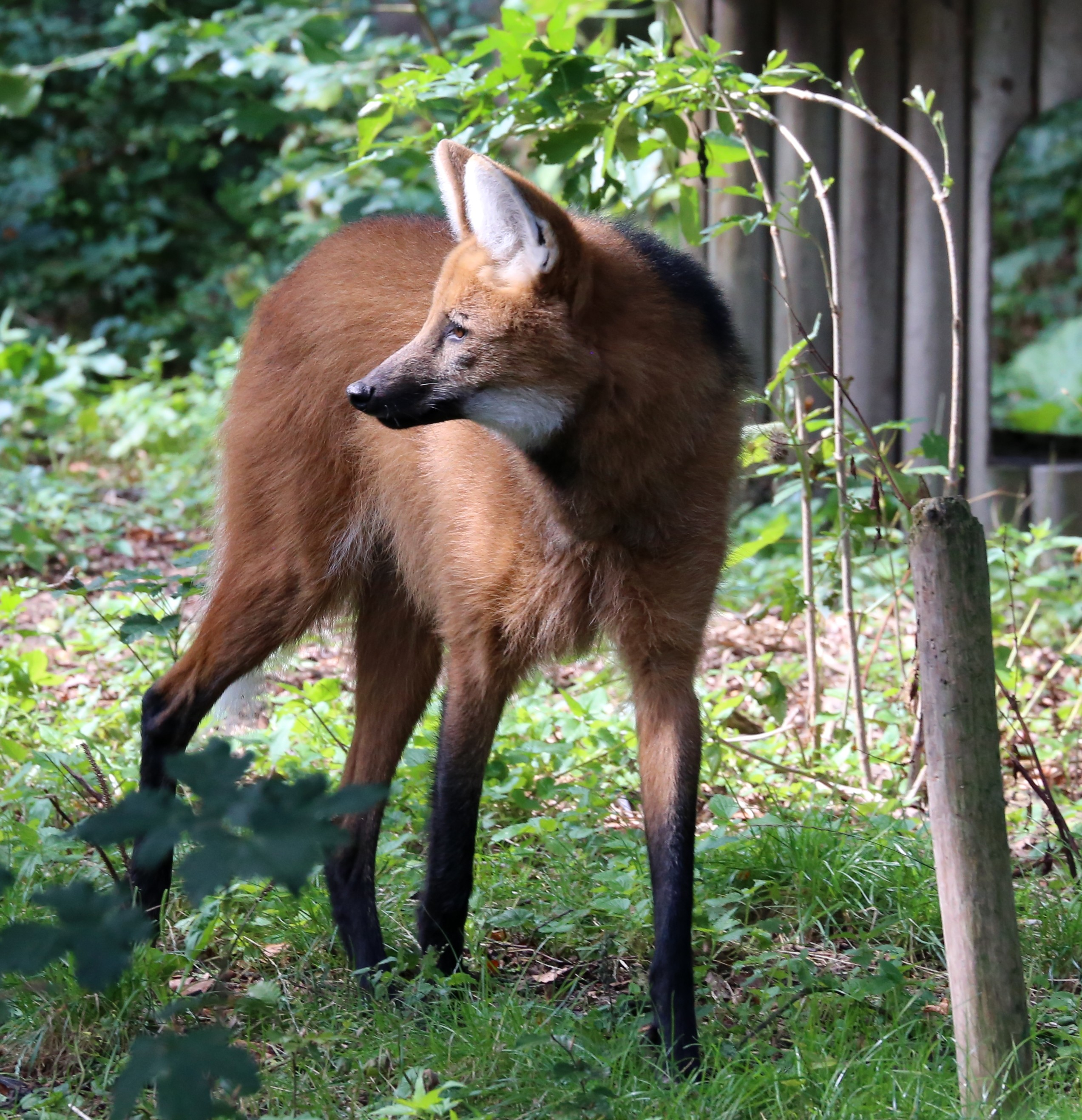
Sörényes farkas (Chrysocyon brachyurus)

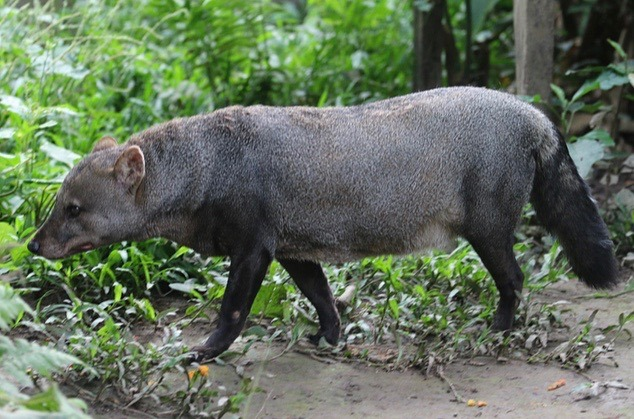
Kisfülű kutya (Atelocynus microtis)

## Fordítás
Ez a szócikk részben vagy egészben  a   Cerdocyonina című angol Wikipédia-szócikk ezen változatának fordításán alapul.  Az eredeti cikk szerkesztőit annak laptörténete sorolja fel. Ez a jelzés csupán a megfogalmazás eredetét és a szerzői jogokat jelzi, nem szolgál a cikkben szereplő információk forrásmegjelöléseként.